# Auguste Bruckner
Hannah Auguste Bruckner, auch Gustl Bruckner (* 3. April 1919 in Basel; † 26. Dezember 1997 ebenda) war eine Schweizer Archäologin.

## Leben
Auguste Bruckner entstammte dem Basler Geschlecht der Bruckner und war die Tochter des Basler Germanisten Wilhelm Bruckner (1870–1952) und dessen Ehefrau Bertha Hermine (geb. Thiersch, * 1879); sie hatte noch mehrere Geschwister. Ihr Onkel war Albert Bruckner (1872–1912), Pfarrer und Privatdozent an der Universität Basel, und ihr Cousin dessen gleichnamiger Sohn Albert Bruckner, Hochschullehrer und Staatsarchivar.
Sie besuchte die Primarschule in Basel, bevor sie auf das dortige Mädchengymnasium kam, an dem sie 1937 ihre Matura abschloss. Sie immatrikulierte sich zu einem Studium der Klassischen Archäologie und der Alten Sprachen an der Universität Basel, änderte aber 1939 die Studienrichtung, um das Examen als Mittelschullehrerin in den Fächern Griechisch, Latein und «Gesang» abzulegen. Obwohl sie 1942 und 1944 die Teil-Prüfungen bestand, war sie später nie als Lehrerin tätig. Nachdem sie sich erneut der Klassischen Archäologie zugewandt hatte, wurde sie 1950 aufgrund ihrer Dissertation Palästradarstellungen auf frührotfigurigen attischen Vasen 1950 zum Dr. phil. promoviert.
Sie arbeitete anschliessend ein Jahr lang am Musée d’Art et d’Histoire de Genève, um unter Hansjörg Bloesch die dortige Sammlung griechischer Vasen zu katalogisieren, und unternahm 1951 eine mehrmonatige Studienreise nach Griechenland. Von 1951 bis 1952 hielt sie sich als Mitglied am schweizerischen Kulturinstitut Istituto Svizzero di Roma in Rom auf und nutzte den Aufenthalt zu Studienreisen in Italien, um die Einwirkung der griechischen auf die einheimische Keramik, das heisst Entstehung und Entwicklung der sogenannten Campana-Ware, aus der sich später die Terra Sigillata entwickelte, zu studieren.
In der Zeit von 1957 bis 1958 arbeitete sie die Genfer Vasen für einen Band des Corpus Vasorum Antiquorum aus und bereitete den Band zur Drucklegung vor, der Band erschien 1962; in dieser Zeit erarbeitete sie auch drei Auktionskataloge der Münzen und Medaillen AG in Basel.
Sie erhielt ein Stipendium der Deutschen Forschungsgemeinschaft und wurde danach zum 1. August 1959 beim Landschaftsverband Rheinland als Wissenschaftliche Referentin am Rheinischen Landesmuseum Bonn angestellt; dort erhielt sie die Aufgabe, die römische Keramik (ausser der Terra Sigillata) des frühkaiserzeitlichen Novaesium (Neuss) aufzuarbeiten und zu veröffentlichen; das Ergebnis wurde erst 1975 publiziert. Zu ihren weiteren dortigen Aufgaben gehörte auch die Betreuung auswärtiger Gelehrter, wobei ihr ihre Sprachkenntnisse zustatten kamen.
1962 und 1963 wurde sie auf Antrag des Deutschen Archäologischen Instituts jeweils für sechs bis acht Wochen beurlaubt, um in Pompeji an den Sondierungen in der Casa del Fauno als sachkundige Bearbeiterin der Keramik mitzuarbeiten.
Zum 30. September 1964 kündigte sie ihre Stelle in Bonn und kehrte in die Schweiz zurück, um als Nachfolgerin von Hans Bögli (1930–2017), der Kurator des Römermuseums in Avenches wurde, das bei der Schweizerischen Gesellschaft für Ur- und Frühgeschichte angesiedelte Amt der Archäologischen Zentralstelle für den Nationalstrassenbau zu übernehmen; die zahlreichen Baustellenbesuche unternahm sie mit ihrem privaten Deux-Chevaux. In dieser Aufgabe entdeckte sie zahlreiche neue Fundplätze, für deren Erkundung sie auch die Luftbildauswertung nutzte. Zu den Fundplätzen gehörten unter anderem:
- jungsteinzeitliche Siedlung bei Auvernier im Kanton Neuenburg
- hallstattzeitlicher Grabhügel im Feldmoos bei Rüschlikon im Kanton Zürich
- späthallstattzeitliches Gräberfeld von Tamins im Kanton Graubünden
- verschiedene Ausgrabungen im Misox im Kanton Graubünden
- Ausgrabungen im römischen Vicus Lousonna im Kanton Waadt
- Ausgrabungen des römischen Gutsbetriebes beim Görbenhof bei Rheinfelden im Kanton Aargau
- Ausgrabungen im Südteil von Augst im Kanton Basel-Landschaft
- Ausgrabungen im römischen Vicus von Lenzburg
- mittelalterliche Eisenhütte von Bargen-Hofwiesen im Kanton Schaffhausen

Im September 1977 und im Mai 1978 nutzte sie ihren Urlaub, um in Pompeji an den Untersuchungen des Ehepaares Hans und Liselotte Eschebach in der Casa del Ganimede (Haus des Ganymed) mit ihrer Kenntnis der italischen Keramik mitzuwirken. Aufgrund einer Erkrankung wurde sie bereits im April 1981 in den Ruhestand verabschiedet.
Sie war befreundet mit dem Prähistoriker Franz Fischer, der auch ihren Nachruf mitverfasste.
Ihr kleiner Nachlass befindet sich in der Universitätsbibliothek Basel.

## Mitgliedschaften
Auguste Bruckner war korrespondierendes Mitglied des Deutschen Archäologischen Instituts.
Sie besuchte regelmässig die Veranstaltungen des Basler Zirkels für Ur- und Frühgeschichte.

## Schriften (Auswahl)
- Palästradarstellungen auf frührotfigurigen attischen Vasen. Dissertation Basel, 1950.
- Classical antiquities: sculptures in marble, limestone and terracotta, terracotta figurines, Etruscan jewellery, Greek, Etruscan and Roman bronzes, ancient pottery. Münzen und Medaillen AG, Basel 1954.
- Eine Amphora des Amasismalers. In: Antike Kunst. 1, 1958, S. 34–36.
- mit Harald von Petrikovits: Die Legionsfestung Vetera II. In: Bonner Jahrbücher. 159, 1959, S. 89–133.
- Qualche tipo attico di ceramica a vernice e derivazioni italiote ed etrusche. In: Spina e l’Etruria padana. Atti del I. Convegno di studi etruschi (Ferrara, 8–11 settembre 1957). Florenz 1959, S. 145–147.
- Ein römischer Adlergreif. In: Bonner Jahrbücher. 159, 1959, S. 167–176.
- Architekturfragmente von Morken-Harff. In: Bonner Jahrbücher. 160, 1960, S. 125–131.
- Corpus vasorum antiquorum. Suisse 1. Genève, Musée d’art et d’histoire 1. Lang, Bern 1962.
- mit Hugo Borger, Fritz Goldkuhle, Waldemar Haberey: Aus rheinischer Kunst und Kultur. Rheinland-Verlag, Düsseldorf 1963.
- Römischer Balkenkopf aus dem Rhein bei Wardt-Lüttingen, Kreis Moers. In: Bonner Jahrbücher. 163, 1963, S. 11–16 (Digitalisat).
- Schwarze und rote Teller vom Magdalensberg. In: Magdalensberg-Grabungsbericht 10. Joh. Leon. Klagenfurt 1963, S. 281 ff.
- Küchengeschirr aus der Casa del Fauno in Pompeji. In: Rei Cretariae Romanae Fautorum Acta. 7, 1965, S. 7–14.
- mit Hans Rudolf Stampfli: Die Tierreste aus der römischen Villa Ersigen-Murain in Gegenüberstellung zu anderen zeitgleichen Funden aus der Schweiz und dem Ausland. In: Jahrbuch des Bernischen Historischen Museums in Bern. 45, 1965–1966, S. 449–469.
- Ziegel- und Amphorenstempel aus Chur. In: Neue römische Inschriften und Kleinfunde aus dem Engadin und aus Chur (= Schriftenreihe des Rätischen Museums Chur. 2). Rätisches Museum, Chur 1966, S. 13–14.
- Archäologie und Nationalstrassenbau. In: Strasse und Verkehr. Jg. 56, Nr. 4, 1970, S. 157–160.
- Gebrauchskeramik aus zwei augustischen Töpferöfen von Neuss. In: Novaesium VI: Die augustische Gebrauchskeramik von Neuss (= Limesforschungen. Band 14). Gebr. Mann, Berlin 1975, S. 77–119.
- Glirarium oder vivarium in dolio? In: Festschrift für Waldemar Haberey. Philipp von Zabern, Mainz 1976, S. 19–21.
- Archäologische Erkundungen mittels Flugzeugs im schweizerischen Nationalstrassennetz. In: Jahrbuch der Schweizerischen Gesellschaft für Ur- und Frühgeschichte. 59, 1976, S. 209–210 (archiviert in E-Periodica der ETH Zürich).
- mit Ludwig Berger, Teodora Tomasevic-Buck (Hrsg.), Elisabeth Ettlinger: Kleine Schriften: Keramik. Rei Cretariae Romanae Fautores, Augst/Kaiseraugst 1977.[6]